# Eurovea Tower
Eurovea Tower je rozestavěná rezidenční budova v Bratislavě, která leží na levém břehu Dunaje, jejíž stavba začala roku 2019 a dokončena byla v létě 2023. Plánovaná výška budovy je 168 metrů a stane se tak historicky prvním mrakodrapem (stavba vyšší než 150 metrů) nejen v Bratislavě, ale na celém Slovensku (dosud nejvyšší budovou ve státě je Nivy Tower, která měří 125 metrů). Podle forbes.sk bude na stavbu Eurovea Tower potřeba tolik betonu, který by vystačil k naplnění 14 olympijských plaveckých bazénů.
Eurovea Tower bude mít 45 poschodí, pro přepravu osob 6 nejmodernějších rychlovýtahů a nacházet se v něm bude celkem 389 rezidencí, z nichž 45 luxusních. K dispozici bude dalších 1 000 m2 pro maloobchodní prodej a také 1400 parkovacích míst. Za návrhem stojí slovenské architektonické studio GFI, a. s., developerem projektu je společnost J&T Real Estate (JTRE). Mrakodrap bude dominantní součástí nového komplexu Eurovea 2 v Pribinově ulici, který sestává z celkem šesti stavebních objektů.

## Základy
Poté, co statici provedli geologický průzkum, zkoušky pilot a zjistili nosnost podlaží mohlo dojít v pátek 18. září 2020 k betonáži tři metry silné základové desky pro první slovenský mrakodrap. Betonáž nejsilnější základové desky trvala nepřetržitě tři dny a noci. Této unikátní akce se mohla zúčastnit i média. Před betonováním stavaři nejprve navázali ocelovou betonářskou výztuž s celkovou hmotností 1 880 tun (nejsilnější pruty výztuže o průměru 4 cm a délce 12 m měly hmotnost 120 kg). Objem betonu dosáhl 7 050 m3. Beton zajistily tři betonárky a další dvě byly v záloze. Do jámy ho pumpovaly tři aktivní mobilní pumpy a na jedné směně bylo zapotřebí na 40 pracovníků.